# 張衛健的主題曲
《张卫健的主题曲》是张卫健于2005年12月6日发行的国语新歌+精选专辑。

## 專輯簡介
专辑取名《张卫健的主题曲》，除收录了张卫健未发表过的新歌外，还收录了近年来张卫健主演的电视剧的主题曲和出道以来的国语经典歌曲。主打歌《感动》由谢霆锋作曲，是张卫健和台湾知名歌手周华健的首次合作，而张卫健更是亲手为自己的专辑主打歌《感动》和《到底什么时候你才会想起我》撰写了MV剧本。

## 曲目
1. 感动
作词:稻草人 作曲:谢霆锋 演唱:张卫健 周华健
《A计划 (电视剧)》片头曲（台湾、香港）
2. 到底什么时候你才会想起我
作词/作曲:稻草人
《阿有正传》片头曲
3. 不想追
作词/作曲:潘云峰
《阿有正传》片尾曲
4. 旋转木马
作词:稻草人 作曲:VST 编曲:胡波/林思聪
5. 给你的爱
作词/作曲:稻草人 编曲:吕绍淳
《A计划 (电视剧)》片尾曲
6. 夜蝶
作词:邓碧清 作曲:莫凡
7. 天知道
作词/作曲:黄中原
8. o solo mio
作词:邓碧清/张崇基 作曲:张崇基 编曲:陈飞午
9. 我爱的她有你的影子
作词:十方 作曲:顏毓添
10. 一辈子一场梦
作词:李安修 作曲:高枫 编曲:小柯
《小宝与康熙》片头曲（内地、台湾）/片尾曲（香港）
11. 你爱我像谁
作词:林夕 作曲:陈德建
《小宝与康熙》片尾曲（内地、台湾）/片头曲（香港）
12. 身体健康
作词:蓝奕邦 作曲:蓝奕邦
13. 信徒
作词:林夕 作曲:陈德建
《齐天大圣孙悟空》片尾曲
14. 超人
作词:吴向飞 作曲:伍仲衡
《小鱼儿与花无缺》片尾曲（香港）
15. 愿打愿挨
作词:刘卓辉 作曲:刘祖德
《伙头智多星》片头曲
16. 感动（kala）
17. 到底什么时候你才会想起我（kala）